# ماریا ساهاکیان
ماریا سرگئی ساهاکیان (روسی: Мария Сергеевна Саакян؛ ارمنی: Մարիա Սերգեյի Սահակյան؛ ۲۴ ژوئیهٔ ۱۹۸۰ – ۲۸ ژانویهٔ ۲۰۱۸) کارگردان فیلم و فیلم‌نامه‌نویس اهل ارمنستان-روسیه بود. وی بین سال‌های ۲۰۰۴ تا ۲۰۱۸ میلادی فعالیت می‌کرد.
از فیلم‌های او می‌توان به فانوس دریایی اشاره کرد.
ساهاکیان در سال ۱۹۸۰ در ایروان پایتخت جمهوری ارمنستان به دنیا آمد. وی نوه شاعر ارمنی سدا ورمیشیوا می‌باشد. وی در سال ۱۹۹۳ به مسکو نقل مکان نمود و سچس وارد موسسه فیلمبرداری گراسیموف شد. وی مادر پنج فرزند است. شوهر وی جف گالوستیان از ارمنی‌های آمریکا بود. وی در ۲۸ ژانویه ۲۰۱۸ بر اثر بیماری سرطان درگذشت.